# Moluccazhangia
Moluccazhangia är ett släkte av insekter. Moluccazhangia ingår i familjen dvärgstritar.
Kladogram enligt Catalogue of Life:
| Moluccazhangia | \| \| Moluccazhangia marmoreus \| \| \| \| \| \| Moluccazhangia notulus \| \| \| \| |
|                | \| \| Moluccazhangia marmoreus \| \| \| \| \| \| Moluccazhangia notulus \| \| \| \| |
|                | Moluccazhangia marmoreus                                                            |
|                |                                                                                     |
|                | Moluccazhangia notulus                                                              |
|                |                                                                                     |